# Theope decorata
Espèce
Theope decorata est une espèce d'insectes lépidoptères de la famille  des Riodinidae et au genre Theope.

## Taxonomie
Theope decorata a été décrit par Godman et Salvin en 1878.

### Noms vernaculaires
Theope decorata se nomme Painted Theope en anglais.

## Description
Theope decorata est un papillon à l'apex des ailes antérieures pointu. Le dessus des ailes antérieures est marron avec un très discret poudré bleu basal, alors que les ailes postérieures sont bleu métallisé bordées de marron sur les bords costal et externe marron largement poudrées de bleu.
Le revers est de couleur ocre doré avec une tache jaune costale partant de la base et une suffusion violine sur une large bande allant de la base à l'apex en contournant la tache jaune.

## Écologie et distribution
Theope decorata est présent au Nicaragua, à Panama, au Costa Rica et au Brésil,.

### Protection
Pas de statut de protection particulier.